# Agnosphitys cromhallensis
Agnosphitys cromhallensis (gr. “sin raza conocida de la Mina Cromhall”) es la única especie conocida del género extinto Agnosphitys de dinosaurio saurisquio guaibasáurido que vivió a finales del período Triásico, hace aproximadamente 218 millones de años, en el Noriense, en lo que hoy es Europa. Debido a un error aparece en algunos lados como Agnostiphys, pero el autor confirmó el nombre como Agnosphitys. Los científicos, basados en el ilion izquierdo, descubierto en 1990, creen que pudo medir aproximadamente 70 centímetros de longitud. Según los autores de la descripción, Agnosphitys exhibía 5 de las 17 sinapomorfias potenciales aceptadas en los dinosaurios. Los descriptores lo colocan fuera de Dinosauria fuera usando la definición de esbozado por Padian y May en 1995. El siguiente diagnóstico: "bien definida fosa brevis en el hueso ilíaco;  acetábulo semi-perforado; antitrocánter reniforme ; porción posterior bien desarrollada de la pala ilíaca; dos vértebras sacras; cresta deltopectoral subrectangular que es 33 % de la longitud del húmero; astrágalo con un proceso ascendente distinta y una depresión prominente inmediatamente posterior al proceso ascendente; en dorsal aspecto anteromedial una esquina aguda en el astrágalo ".
La especie, Agnosphitys cromhallensis, fue descrita por Padian, Walkden y Davis en 2002. Los fósiles consisten en un esqueleto parcial incluyendo el material mandado, fue encontrado en la Mina Cromhall de Avon, Inglaterra. Agnosphitys es cercano al ancestro de los dinosaurios, aunque su lugar exacto es disputado por investigadores. Unos lo consideran un dinosaurio terópodo que estuvo cerca de los principios de la evolución de los dinosaurios pero más derivado que Eoraptor, mientras que otros lo consideran un arcosaurio dinosauromórfo, con mucho parentesco a los dinosaurios. En 2007 José Fernando Bonaparte y colaboradores, lo incluyeron en la familia de saurisquios primitivos Guaibasauridae. Ese mismo año Yates lo encontró como terópodo, mientras que Ezcurra en 2010 lo volvió a encontrar como un miembro de Guaibasauridae. Agnosphitys ha sido considerado miembro de Silesauridae basado en una aún no publicada descripción de Silesaurus.